# Leslie Boardman
Leslie Boardman (Sydney, 1889. augusztus 2. – Watsons Bay, 1975. november 23.) olimpiai bajnok ausztrál úszó.